# Ulrich Adam
Pour les articles homonymes, voir Adam (homonymie).
Ulrich Adam (né le 9 juin 1950 à Teterow) est un homme politique allemand (CDU). Il est député du Bundestag de 1990 à 2009.

## Biographie
Après avoir obtenu son diplôme d'une école secondaire supérieure (EOS) en 1969, Adam étudie les mathématiques à l'Université de Rostock jusqu'en 1973 et des études de troisième cycle en tant qu'économiste à l'École des mines de Freiberg de 1978 à 1980. Dans le cadre de ses études universitaires, il est formé pour devenir officier de réserve dans la NVA. Après la réunification en 1990, il devient le deuxième directeur général de Greifswalder Möbel GmbH.
Ulrich Adam est marié et a deux enfants.

## Parti politique
Ulrich Adam rejoint la CDU est-allemande en mars 1990 et est vice-président de l'association d'État CDU de Mecklembourg-Poméranie-Occidentale de novembre 2001 à novembre 2009. Selon les informations de l'association d'État CDU, Adam quitte ce poste le 22 avril 2008 pour repos.

## Député
De mai à décembre 1990, Adam est membre du conseil municipal de Greifswald.
De 1990 à 2009, il est député du Bundestag. De 1993 à 2009, il est président du groupe d'État Mecklembourg-Poméranie-Occidentale du groupe parlementaire CDU/CSU et est également membre du comité exécutif du groupe parlementaire. Il est député de l'Assemblée parlementaire du Conseil de l'Europe et de l'Assemblée de l'Union de l'Europe occidentale (UEO) et est également membre de la délégation du Bundestag à la Conférence parlementaire de la mer Baltique.
Adam est toujours élu au suffrage direct du Bundestag pour la circonscription de Greifswald-Demmin-Poméranie-Occidentale-de-l'Est (de) (1990, 1994 et 1998 : Greifswald-Wolgast-Demmin). Aux élections fédérales de 2005, il obtient 37,2% des votes.
Pour les élections fédérales de septembre 2009, Adam ne se représente pas.
Il quitte le Parlement lors de la séance constitutive du 17e Bundestag allemand le 27 octobre 2009.

## Honneurs
- Croix fédérale du mérite sur ruban (22 juin 1998)[2]